# 石川璃音
石川 璃音（いしかわ りおん、2003年7月4日 - ）は、秋田県秋田市出身の女子サッカー選手。ウィメンズ・スーパーリーグのエヴァートンFC所属。サッカー日本女子代表。ポジションはディフェンダー。JFAアカデミー福島11期生。

## 経歴

### ユース
秋田市立御所野小学校4年生時代にサッカーを始め、地元の少年チームである御所野サッカースポーツ少年団で活動。2015年度JFAナショナルトレセンU-12東北メンバーに選出された。
中学校進学時にJFAアカデミー福島への受験を選択し、合格。
U-17カテゴリでは新型コロナウイルス世界的流行の影響を受けて国際大会が軒並み中止となる状況となった為に代表としての公式戦出場経験はないが、代表候補トレーニングキャンプ召集メンバーに入ったことがある。

### シニア

#### 三菱重工浦和レッズレディース
2022年、JFAアカデミー福島卒校と共にWEリーグの三菱重工浦和レッズレディースへ入団した。
2年目の2022-23シーズンには主力として定着。リーグ戦20試合に出場し、チームのWEリーグ初優勝に貢献。自身もベストイレブンを受賞した。

#### エヴァートン
2025年7月7日、イングランド・ウィメンズ・スーパーリーグのエヴァートンFCに移籍することが発表された。

### 代表
2022年、U-20日本女子代表選手に選出され、2022 FIFA U-20女子ワールドカップコスタリカ大会では全6試合に先発出場して日本の準優勝に力を尽くした。
2023年2月、アメリカで行われた2023 シービリーブスカップに招待された日本女子代表（なでしこジャパン）のメンバーに初選出され、2月23日のカナダ戦で途中出場し、A代表デビューを果たした。
2023年6月13日、2023 FIFA女子ワールドカップのなでしこジャパンに選出された。
2024年6月14日、2024年パリオリンピックに出場するなでしこジャパンのバックアップメンバーに選出されたが、大会レギュレーションの変更などで本戦への出場登録が可能な状況となり、グループリーグ第3戦の対ナイジェリア戦で先発フル出場した。

## 個人成績

### クラブ
| クラブ                       | シーズン     | リーグ       | 背番号 | リーグ戦 | リーグ戦 | カップ戦 | カップ戦 | リーグ杯 | リーグ杯 | AFC / UEFA | AFC / UEFA | 合計 | 合計 |
| クラブ                       | シーズン     | リーグ       | 背番号 | 出場     | 得点     | 出場     | 得点     | 出場     | 得点     | 出場       | 得点       | 出場 | 得点 |
| ---------------------------- | ------------ | ------------ | ------ | -------- | -------- | -------- | -------- | -------- | -------- | ---------- | ---------- | ---- | ---- |
| JFAアカデミー福島            | 2016         | チャレンジ   | 36     | 0        | 0        | 0        | 0        | —        | —        | —          | —          | 0    | 0    |
| JFAアカデミー福島            | 2017         | チャレンジ   | 31     | 1        | 0        | 0        | 0        | —        | —        | —          | —          | 1    | 0    |
| JFAアカデミー福島            | 2018         | チャレンジ   | 26     | 1        | 0        | 1        | 0        | —        | —        | —          | —          | 2    | 0    |
| JFAアカデミー福島            | 2019         | チャレンジ   | 4      | 12       | 0        | 2        | 0        | —        | —        | -          | -          | 14   | 0    |
| JFAアカデミー福島            | 2020         | チャレンジ   | 4      | 7        | 0        | 1        | 0        | —        | —        | —          | —          | 8    | 0    |
| JFAアカデミー福島            | 2021         | なでしこ2部  | 4      | 13       | 1        | 2        | 0        | —        | —        | —          | —          | 15   | 1    |
| JFAアカデミー福島            | 通算         | 通算         | 通算   | 34       | 1        | 6        | 0        | 0        | 0        | 0          | 0          | 40   | 1    |
| 三菱重工浦和レッズレディース | 2021-22      | WE           | 30     | 0        | 0        | -        | -        | —        | —        | —          | —          | 0    | 0    |
| 三菱重工浦和レッズレディース | 2022-23      | WE           | 30     | 20       | 1        | 2        | 0        | 2        | 1        | —          | —          | 24   | 2    |
| 三菱重工浦和レッズレディース | 2023-24      | WE           | 3      | 20       | 0        | 4        | 0        | 4        | 0        | 1          | 0          | 29   | 0    |
| 三菱重工浦和レッズレディース | 2024-25      | WE           | 3      | 21       | 0        | 4        | 0        | 1        | 0        | 3          | 0          | 29   | 0    |
| 三菱重工浦和レッズレディース | 通算         | 通算         | 通算   | 61       | 1        | 10       | 0        | 7        | 1        | 4          | 0          | 82   | 2    |
| エヴァートン                 | 2025-26      | WSL          | 3      |          |          |          |          |          |          | -          | -          |      |      |
| 通算                         | 日本         | 日本         | 1部    | 61       | 1        | 10       | 0        | 7        | 1        | 4          | 0          | 82   | 2    |
| 通算                         | 日本         | 日本         | 2部    | 34       | 1        | 6        | 0        | 0        | 0        | 0          | 0          | 40   | 1    |
| 通算                         | イングランド | イングランド | 1部    |          |          |          |          |          |          |            |            |      |      |
| 総通算                       | 総通算       | 総通算       | 総通算 | 95       | 2        | 16       | 0        | 7        | 1        | 4          | 0          | 122  | 3    |

1. 1 2  2023 AFC女子クラブ選手権の成績
2. 1 2  AFC女子チャンピオンズリーグ2024/25の成績

- 日本女子サッカーリーグ
  - 初出場 - 2017年9月10日 チャレンジリーグ プレーオフ順位決定戦 第2節 福岡J・アンクラス戦 (レベルファイブスタジアム)[15]
  - 初得点 - 2021年7月4日 なでしこリーグ2部 第11節 吉備国際大学Charme岡山高梁戦 (高梁市神原スポーツ公園多目的グラウンド)[15]

- WEリーグ
  - 初出場 - 2022年10月23日 第1節 AC長野パルセイロ・レディース戦 (埼玉スタジアム2002)[16]
  - 初得点 - 2023年3月5日 第9節 アルビレックス新潟レディース戦 (デンカビッグスワンスタジアム)[16]

- AFC女子チャンピオンズリーグ
  - 初出場 - 2024年10月6日 AWCL2024/25 グループステージC 第1節  オリッサFC（英語版） (トンニャット・スタジアム)[17]

### 代表
- 2023年2月23日 - 日本女子代表初出場 -  カナダ戦 (2023 シービリーブスカップ、アメリカ・フリスコ、トヨタ・スタジアム)

#### 主な出場大会
- U-20日本女子代表
  - 2022年 - 2022 FIFA U-20女子ワールドカップ

- 日本女子代表（なでしこジャパン）
  - 2023年 - 2023 シービリーブスカップ
  - 2023年 - 2023 FIFA女子ワールドカップ
  - 2024年 - 2024年パリオリンピック
  - 2025年 - EAFF E-1サッカー選手権2025

#### 試合数
| 日本代表 | 国際Aマッチ | 国際Aマッチ |
| 年       | 出場        | 得点        |
| -------- | ----------- | ----------- |
| 2023     | 6           | 0           |
| 2024     | 3           | 0           |
| 2025     | 4           | 0           |
| 通算     | 13          | 0           |

2025年7月16日現在

#### 出場試合
| 出場試合一覧 | 出場試合一覧   | 出場試合一覧 | 出場試合一覧                               | 出場試合一覧     | 出場試合一覧   | 出場試合一覧       | 出場試合一覧                          | 出場試合一覧 |
| #            | 開催日         | 開催都市     | スタジアム                                 | 対戦国           | 結果           | 監督               | 大会                                  | 出典         |
| ------------ | -------------- | ------------ | ------------------------------------------ | ---------------- | -------------- | ------------------ | ------------------------------------- | ------------ |
| 1.           | 2023年2月22日  | フリスコ     | トヨタ・スタジアム                         | カナダ           | ○ 3-0          | 池田太             | 2023 シービリーブスカップ             | [ 18 ]       |
| 2.           | 2023年7月14日  | 仙台         | ユアテックスタジアム仙台                   | パナマ           | ○ 5-0          | 池田太             | MS&ADカップ2023                       | [ 19 ]       |
| 3.           | 2023年7月22日  | ハミルトン   | ワイカト・スタジアム                       | ザンビア         | ○ 5-0          | 池田太             | 2023 FIFA女子ワールドカップ           | [ 20 ]       |
| 4.           | 2023年10月26日 | タシュケント | ロコモティフ・スタジアム                   | インド           | ○ 7-0          | 池田太             | 2024年パリオリンピック・アジア2次予選 | [ 21 ]       |
| 5.           | 2023年11月30日 | サンパウロ   | ネオ・キミカ・アレーナ                     | ブラジル         | ● 3-4          | 池田太             | 国際親善試合                          | [ 22 ]       |
| 6.           | 2023年12月3日  | サンパウロ   | エスタジオ・シーセロ・ポンペウ・ヂ・トレド | ブラジル         | ○ 2-0          | 池田太             | 国際親善試合                          | [ 23 ]       |
| 7.           | 2024年4月9日   | コロンバス   | Lower.comフィールド                        | ブラジル         | ● 1-1 (PK 0-3) | 池田太             | 2024 シービリーブスカップ             | [ 24 ]       |
| 8.           | 2024年5月31日  | ムルシア     | エスタディオ・ヌエバ・コンドミーナ         | ニュージーランド | ○ 2-0          | 池田太             | 国際親善試合                          | [ 25 ]       |
| 9.           | 2024年7月31日  | ナント       | スタッド・ドゥ・ラ・ボージョワール         | ナイジェリア     | ○ 3-1          | 池田太             | 2024年パリオリンピック                | [ 26 ]       |
| 10.          | 2025年6月3日   | サンパウロ   | エスタディオ・シセロ・デ・ソウザ・マルケス | ブラジル         | ● 1-2          | ニルス・ニールセン | 国際親善試合                          | [ 27 ]       |
| 11.          | 2025年7月13日  | 華城         | 華城総合運動場                             | 韓国             | △ 1-1          | ニルス・ニールセン | EAFF E-1サッカー選手権2025            | [ 28 ]       |
| 12.          | 2025年7月16日  | 水原         | 水原ワールドカップ競技場                   | 中華人民共和国   | △ 0-0          | ニルス・ニールセン | EAFF E-1サッカー選手権2025            | [ 29 ]       |

## タイトル

### クラブ
- 三菱重工浦和レッズレディース
  - WEリーグ: 2回 (2022-23、2023-24)
  - AFC女子クラブ選手権: 1回 (2023)
  - WEリーグカップ: 1回 (2022–23)

### 個人
- WEリーグ
  - ベストイレブン: 3回 (2022-23、2023-24、2024-25)
  - 優秀選手賞: 3回 (2022-23、2023-24、2024-25)

- JPFA女子
  - ベストイレブン: 2回 (2023-24、2024-25)
- 東アジアE-1サッカー選手権2025決勝大会

　　・Best Defender：1回